# Евангелос Андипас
Евангелос Андипас (на гръцки: Ευάγγελος Αντύπας) е гръцки лекар и дипломат, консул на Гърция в Битоля, Османската империя.

## Биография
Роден е на остров Кефалония. Завършва медиицина и работи като лекар. Назначен е за втори гръцки консул в Битоля и пристига в града в началото на юли 1865 година. Като лекар Андипас се занимава с избухналата в Лерин епидемия от холера. В Лерин той установява, че епидемията има спорадичен и слаб характер и повечето смъртни случаи се дължат, според него, на липсата на елементарна медицинска помощ и лечение от страна на местното население. В града умират 19 души.
В Битоля Андипас се опитва да спре развитието на българското учебно дело и отварянето на нови български училища.
Остава на поста в Битоля до 1868 година.